# Euchilichthys royauxi
Euchilichthys royauxi är en fiskart som beskrevs av George Albert Boulenger 1902. Euchilichthys royauxi ingår i släktet Euchilichthys och familjen Mochokidae. IUCN kategoriserar arten globalt som livskraftig. Inga underarter finns listade i Catalogue of Life.